# Caia (Distrikt)
Caia ist ein Distrikt der Provinz Sofala in Mosambik mit Verwaltungssitz in der Stadt Caia.

## Geografie
Sein Gebiet grenzt im Norden an die Distrikte Chemba und Mutara, dieser in der Provinz Tete, im Westen an die Distrikte Cheringoma und Marromeu, im Süden an Mopeia in der Provinz Zambézia und im Osten an den Distrikt Maringué. Die Grenze zur Provinz Tete wird durch den Sambesi gebildet.

## Bevölkerung
Der Distrikt Caia ist 3.585 Quadratkilometer groß und hatte 2017 eine Einwohnerzahl von 158.256 Menschen. Das entspricht einer Bevölkerungsdichte von 44 Personen pro Quadratkilometer. Die Bevölkerung ist sehr jung, über 40 Prozent der Einwohner sind unter 15 Jahre alt.

## Einrichtungen und Dienstleistungen
Im Distrikt Caia befinden sich (Stand 2011) 62 Grundschulen (Primárias) und sieben weiterführende Schulen (Secundárias). Alle Grundschulen sind öffentliche Schulen, von den weiterführenden Schulen sind zwei Privatschulen. Es gibt im Distrikt kein Krankenhaus, jedoch elf Gesundheitsstationen und sechs Ambulanzen.

## Verwaltungsgliederung
Der Distrikt Caia ist in drei Verwaltungsposten (postos administrativos) gegliedert:

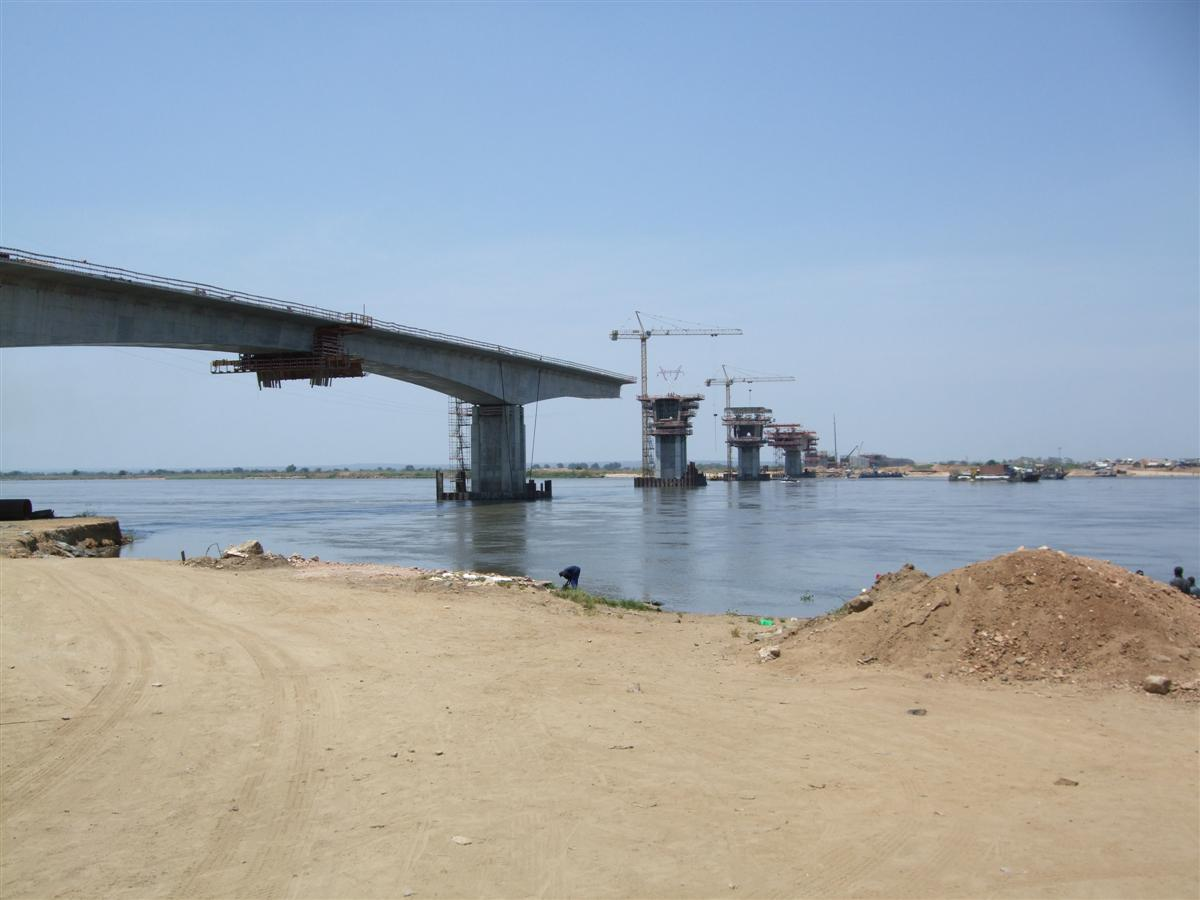
Bau der Armando-Guebuza-Brücke über den Sambesi (2015)

- Caia
- Murraça
- Sena[3]

## Wirtschaft und Infrastruktur
Im Jahr 2007 hatte nur 1,4 Prozent der Bevölkerung Zugang zu elektrischem Strom, fast die Hälfte der Bevölkerung heizte mit Holz.

### Landwirtschaft
Im Distrikt gibt es 17.000 landwirtschaftliche Betriebe mit durchschnittlich 1,7 Hektar Land. Hauptsächlich angebaut werden Mais, Maniok, Bohnen, Erdnüsse und Reis.

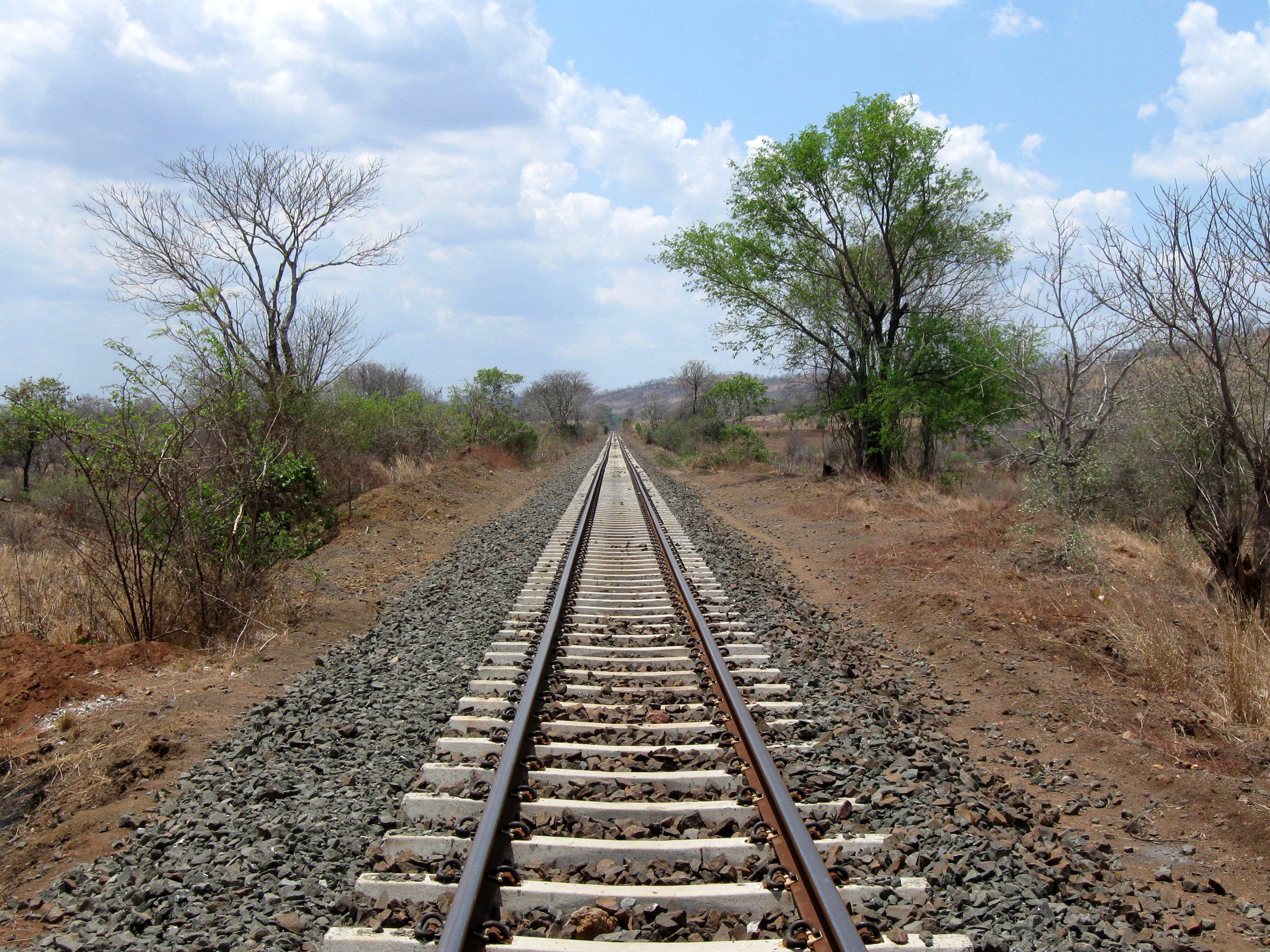
Bahnlinie nahe Mutarara

### Verkehr
Die Bahnlinie von Moatize nach Beira führt durch den Distrikt Caia und hat einen Bahnhof in der Stadt Caia.
Es gibt etwa 250 km an Straßen, wovon die Hälfte in schlechtem Zustand ist. Auf dem Fluss Sambesi gibt es Personenschifffahrt. Die Nationalstraße EN1 führt durch den Distrikt.